# Girls' Generation-TTS
Girls' Generation-TTS (coréen : 소녀시대-태티서, aussi connu comme TTS, TaeTiSeo, ou Girls' Generation-TaeTiSeo) est un sous-groupe du girl group sud-coréen Girls' Generation, formé par SM Entertainment en 2012. Il est composé de trois membres de Girls' Generation: Taeyeon, Tiffany et Seohyun. Le groupe sort son premier mini-album, Twinkle en 2012,, ainsi qu'un deuxième, Holler en 2014,, et en décembre 2015, un troisième avec Dear Santa.

## Histoire

### Depuis 2012:Twinkle,HolleretDear Santa
Durant l'année 2012, le girl group Girls' Generation a fait face à une pause dans sa carrière vu que la majorité des membres étaient focalisées sur leurs activités personnelles. Certaines apparurent dans des dramas télévisés tandis que d'autres participèrent dans différentes émissions de télévision. Le sous-groupe TTS s'est créé puisque les membres Taeyeon, Tiffany et Seohyun avaient la volonté de poursuivre leurs activités musicales. Toutes les trois furent les présentatrices du programme hebdomadaire Show! Music Core à ce moment-là,. Comparé à Girls' Generation, l'objectif principal de TTS est placé sur la capacité vocale de chaque membre. Le nom "TaeTiSeo" ou "TTS", est fait des premières syllabes de Taeyeon, Tiffany et Seohyun,.
Leur premier mini-album, Twinkle, est sorti le 29 avril 2012. Il a été le premier album d'un artiste sud-coréen à se classer premier dans le classement des albums mondiaux du Billboard. À cette époque, il a aussi été l'album K-pop le mieux classé du Billboard 200, étant 126. Le titre principal du même nom que l'album s'est vendu à 2 520 485 copies numériques en Corée du Sud en juillet 2014, et l'album à 155 521 exemplaires en Corée du Sud. TTS fut le premier sous-groupe à obtenir la "triple crown" (triple couronne) sur les programmes de classements musicaux sud-coréens étant numéro 1 pendant trois semaines consécutives,.
En septembre 2014, le groupe publie son second EP, Holler, vendant 87 513 exemplaires,. L'album débute à la première place du classement sud-coréen d'albums Gaon ainsi que sur le classement mondial d'albums du Billboard. Avec cet accomplissement, TTS devient le troisième artiste sud-coréen, et le premier artiste féminin, à avoir plus d'un album numéro 1 du classement mondial d'albums du Billboard,. Tiffany à d'ailleurs servi de directrice visuelle pour le concept du clip vidéo de "Holler". Durant les promotions, les trois chanteuses eurent leur propre émission de télé-réalité nommée The TaeTiSeo. Le programme mettait en avant la vie personnelle de Taeyeon, Tiffany et Seohyun,, certaines scènes des réalisations pour l'album furent aussi montrées.
En décembre 2015, TTS sort son troisième mini-album, un album de Noël nommé Dear Santa. L'album débute à la seconde place du classement d'albums sud-coréen Gaon et a vendu plus de 60 456 exemplaires à ce jour,. Seohyun a d'ailleurs écrit les paroles du titre principal "Dear Santa". Afin de montrer leur soutien envers l'éducation musicale des enfants en Asie, TTS a fait part d'une partie de ses bénéfices de son album à une œuvre de charité nommée "SMile for U", une campagne tenu entre SM Entertainment et l'UNICEF.

## Discographie

### Mini-albums (EPs)
| Twinkle                                                                            | - Date de sortie : 29 avril 2012 - Label : SM Entertainment - Formats : CD, téléchargement numérique     | 1 | 6  | 126 | 1 | 2  | - COR: Plus de 155 521                     |
| Holler                                                                             | - Date de sortie : 16 septembre 2014 - Label : SM Entertainment - Formats : CD, téléchargement numérique | 1 | 23 | –   | 1 | 11 | - COR: Plus de 87 513                      |
| Dear Santa                                                                         | - Date de sortie : 4 décembre 2015 - Label : SM Entertainment - Formats : CD, téléchargement numérique   | 2 | 25 | –   | 4 | 14 | - COR: Plus de 61 163 - JPN: Plus de 7 845 |
| "—" signifie que l'album ne s'est pas classé ou n'est pas sorti dans cette région. | |   |    |     |   |    |                                            |

### Singles
| "Twinkle"                                                                             | 2012 | 1 | 2 | - COR: Plus de 2 520 485 | Twinkle    |
| "Whisper"                                                                             | 2014 | 4 | — | - COR: Plus de 315 650   | Holler     |
| "Holler"                                                                              | 2014 | 3 | — | - COR: Plus de 415 146   | Holler     |
| "Dear Santa"                                                                          | 2015 | 7 | — | - COR: Plus de 404 985   | Dear Santa |
| "—" signifie que le morceau ne s'est pas classé ou n'est pas sorti dans cette région. |      |   |   |                          |            |

### Autres chansons classées
| 2012                                                                                  | "Baby Steps"      | 15 | 22 | Twinkle    |
| 2012                                                                                  | "OMG"             | 26 | 44 | Twinkle    |
| 2012                                                                                  | "Library"         | 33 | 75 | Twinkle    |
| 2012                                                                                  | "Goodbye, Hello"  | 32 | 59 | Twinkle    |
| 2012                                                                                  | "Love Sick"       | 28 | 58 | Twinkle    |
| 2012                                                                                  | "Checkmate"       | 44 | 89 | Twinkle    |
| 2014                                                                                  | "Adrenaline"      | 42 | —  | Holler     |
| 2014                                                                                  | "Only U"          | 51 | —  | Holler     |
| 2014                                                                                  | "Stay"            | 69 | —  | Holler     |
| 2014                                                                                  | "Eyes"            | 75 | —  | Holler     |
| 2015                                                                                  | "Merry Christmas" | 29 | —  | Dear Santa |
| 2015                                                                                  | "Winter Story"    | 41 | —  | Dear Santa |
| 2015                                                                                  | "First Snow"      | 51 | —  | Dear Santa |
| 2015                                                                                  | "I Like the Way"  | 57 | —  | Dear Santa |
| "—" signifie que le morceau ne s'est pas classé ou n'est pas sorti dans cette région. |                   |    |    |            |

## Récompenses et nominations
| Année | Titre                    | Catégorie                    | Travail nommé | Résultat   |
| ----- | ------------------------ | ---------------------------- | ------------- | ---------- |
| 2012  | Mnet 20's Choice Awards  | 20's Trendy Music            | —             | Lauréat    |
| 2012  | Mnet Asian Music Awards  | Best Female Group            | —             | Nomination |
| 2012  | Mnet Asian Music Awards  | Best Global Group            | —             | Nomination |
| 2012  | Mnet Asian Music Awards  | Artist of the Year           | —             | Nomination |
| 2012  | MelOn Music Awards       | Top 10 Artist                | "Twinkle"     | Nomination |
| 2012  | SBS MTV Best of the Best | Best Global                  | —             | Nomination |
| 2012  | SBS MTV Best of the Best | Artist of the Year           | —             | Nomination |
| 2012  | Gaon Chart K-Pop Awards  | Album of the Year            | Twinkle       | Lauréat    |
| 2012  | Gaon Chart K-Pop Awards  | Song of the Year             | "Twinkle"     | Lauréat    |
| 2013  | Golden Disk Awards       | Disk Daesang                 | Twinkle       | Nomination |
| 2013  | Golden Disk Awards       | Digital Daesang              | "Twinkle"     | Nomination |
| 2013  | Golden Disk Awards       | Popularity Award             | —             | Nomination |
| 2013  | Seoul Music Awards       | Bonsang Award                | Twinkle       | Nomination |
| 2013  | Seoul Music Awards       | Popularity Award             | Twinkle       | Nomination |
| 2014  | 7th Style Icon Awards    | Top 10 Style Icons           | —             | Lauréat    |
| 2014  | Mnet Asian Music Awards  | Youku-Tudou Best Music Video | "Holler"      | Nomination |
| 2014  | Mnet Asian Music Awards  | K-Pop Fan's Choice – Female  | —             | Lauréat    |
| 2015  | Seoul Music Awards       | Disk Bonsang Award           | Holler        | Lauréat    |
| 2015  | Golden Disk Awards       | Disk Bonsang                 | Holler        | Lauréat    |

### Programmes de classements musicaux

#### Inkigayo
| Année | Date         | Chanson   |
| ----- | ------------ | --------- |
| 2012  | 13 mai       | "Twinkle" |
| 2012  | 20 mai       | "Twinkle" |
| 2012  | 27 mai       | "Twinkle" |
| 2014  | 28 septembre | "Holler"  |

#### M! Countdown
| Année | Date         | Chanson   |
| ----- | ------------ | --------- |
| 2012  | 10 mai       | "Twinkle" |
| 2012  | 17 mai       | "Twinkle" |
| 2012  | 24 mai       | "Twinkle" |
| 2014  | 25 septembre | "Holler"  |
| 2014  | 2 octobre    | "Holler"  |

#### Music Bank
| Année | Date      | Chanson   |
| ----- | --------- | --------- |
| 2012  | 11 mai    | "Twinkle" |
| 2012  | 18 mai    | "Twinkle" |
| 2012  | 25 mai    | "Twinkle" |
| 2014  | 3 octobre | "Holler"  |

#### Show! Music Core
| Année | Date       | Chanson  |
| ----- | ---------- | -------- |
| 2014  | 11 octobre | "Holler" |

#### Show Champion
| Année | Date   | Chanson   |
| ----- | ------ | --------- |
| 2012  | 8 mai  | "Twinkle" |
| 2012  | 15 mai | "Twinkle" |
| 2012  | 22 mai | "Twinkle" |